# Renee Perry
Renee Faulkner (ex-Perry) est le nom d'un personnage fictif du feuilleton Desperate Housewives, interprété par Vanessa Williams.

## Développement du personnage et réception
L'introduction de Renee fait suite à la volonté des scénaristes d'introduire un personnage dans la veine d'Edie Britt après le départ de son interprète, Nicollette Sheridan. Vanessa Williams fut engagée dans Desperate Housewives peu de temps après l'annulation de la série Ugly Betty, dans laquelle elle interprétait le personnage de Wilhelmina Slater depuis 2006.
Vanessa Williams était elle-même une fan de Desperate Housewives jusqu'à l'introduction du personnage de Betty Applewhite (Alfre Woodard) pour la 2e saison, comme elle le déclara à Entertainment Weekly : « [Betty] avait enfermé son fils dans le sous-sol. C'était du genre “Vraiment ? C'est ça l'intrigue de notre premier personnage noir ?” J'ai arrêté de regarder la série à ce moment-là. Je pense que ce n'était pas plausible et que l'intrigue donnait une image que les afro-américains n'ont pas envie de voir : leur enfant attaché et enfermé dans le sous-sol. » 
Un temps annoncée plus ou moins liée au personnage de Paul Young (Mark Moses), les premiers détails concernant son personnage fuirent en juin 2010 : Vanessa Williams interpréterait Renee Perry, une ancienne camarade de fac de Lynette Scavo (Felicity Huffman), récemment divorcée de Doug Perry. On note le clin d’œil à Ugly Betty puisque le personnage partage son prénom avec la sœur de Wilhelmina Slater, jouée par Gabrielle Union dans quelques épisodes de la 2e saison. Lorsque Renee fait son entrée à Wisteria Lane, elle entreprends un flirt assez court avec Keith Watson, interprété par Brian Austin Green car juste après, c'est avec Bree Van de Kamp (Marcia Cross) qu'il se met en couple. 
Quand le personnage a finalement fait ses débuts dans la 7e saison de Desperate Housewives, sa performance a reçu des critiques mitigées : certains ont salué la performance, déclarant qu'elle ramène cette « chose » qui avait manqué à la série depuis le départ de Nicollette Sheridan, en outre, le personnage de Renee Perry fait penser à celui de Wilhelmina Slater. D'autres ont trouvé la performance de l'actrice décevante. Mais lorsque son personnage a finalement révélé son secret, les critiques ont commencé à être beaucoup plus positives, louant le drame que son secret peut causer dans les épisodes futurs.

## Personnalité
Renee Perry emménage à Wisteria Lane après avoir quitté son mari Doug, un joueur de baseball professionnel des yankees, à cause de sa liaison adultérine et voulant se rapprocher de son ancienne copine de fac Lynette Scavo.
Bien qu'elle ait tenté de cacher ce secret pendant des années, il s'avère que Renee a couché avec Tom Scavo (Doug Savant), le mari de Lynette, une vingtaine d'années auparavant alors que le couple était fiancé mais qu'ils avaient rompu pendant une brève période. La révélation mit en péril son amitié avec Lynette mais celle-ci lui pardonna, leur permettant de devenir décoratrices d'intérieur à leur propre compte.
Sa répartie acerbe et son comportement de diva peuvent froisser ceux qui s'y frottent mais Renee est le genre de personne qu'il vaut mieux compter parmi ses amis.

## Histoire

### Saison 7
Renee Perry est  une amie de Lynette Scavo, datant de l'Université Northwestern. Elle arrive à Fairview pour rendre visite à Lynette et sa famille. Renee parle de sa vie passionnante de femme d’un riche joueur de baseball professionnel, Doug Perry. Mais certaines plaisanteries visant Lynette s'avèrent bientôt blessantes : elle déclare que Lynette n'a pas réussi dans la vie et s'est laissé embrigader dans une pauvre vie de banlieue. Lynette décide de mettre Renee dehors, mais celle-ci avoue alors à Lynette que Doug l'a quittée pour une autre. Renee décide de rester vivre à Fairview et s’installe dans l’ancienne maison d’Edie Britt. Tom Scavo et Renee partagent un terrible secret que Lynette ne doit jamais découvrir. Renee et Bree sortent en boîte, et elle finit par rentrer chez elle avec l’entrepreneur de Bree, Keith. Bree en est jalouse et fait croire à Keith qu’elle a un problème pour lui faire quitter la maison de Renee. Renee est furieuse que Bree mette Keith hors de son lit. Renee veut se venger et elle apprend que Bree est grand-mère et utilise cela à son avantage, en essayant de saboter la relation de Bree avec Keith. Bree revient vers elle, en ruinant son plan. Renee se rend compte que Bree aime réellement Keith ; les deux femmes font la paix. Renee invite Gaby à boire un verre pour fêter ses 8 millions de dollars gagnés lors de son divorce. Gaby révèle qu'elle s’est fait refaire le nez et Renee révèle qu'elle a couché avec l’avocat de son mari pour obtenir de l’argent pour son divorce. Renee raconte alors aux autres femmes de Wisteria Lane pour le faux nez de Gaby. Doug rend ensuite visite à Renee et lui dit qu'il veut qu’ils se remettent ensemble. Gaby, furieuse, dit à Doug que Renee a couché avec son avocat. Renee et Gaby se lancent dans un combat de catch au milieu d'un spectacle de cabaret, et elle finit par mettre un coup de poing à Gaby. Renee décide de ne pas se remettre avec Doug et rester à Fairview. 
Lynette et Renee démarrent également une nouvelle entreprise de design d'intérieur, après que Renee ait persuadé Lynette. Susan surprend Renee pleurer, et plus tard, lors d’un dîner, elle lui avoue qu'elle aime encore un homme avec qui elle avait eu une liaison, il y a 20 ans. Plus tard dans la nuit, quand Renee est ivre et sur le point de s'endormir, elle raconte à Susan que l’homme en question est Tom Scavo. Susan dit tout à Tom et demande que Renee quitte la ville. Renee est en colère quand elle découvre ce qu’a fait Susan. Renee avoue finalement à Lynette son ancienne liaison avec Tom. Apparemment, Tom et Lynette avaient brièvement rompu pendant cette période. Lynette décide de pardonner à Renee et Tom. Renee se met en colère lorsqu’elle apprend que Bob Hunter et Lee McDermott ne l’ont pas embauchée comme designer d'intérieur pour décorer la chambre de leur fille adoptive, Jenny. Ils décident finalement de donner une chance à Renee même si elle n'est pas vraiment maternelle et finissent par être surpris par sa conception des choses. Elle révèle qu'elle a déjà pensé à avoir des enfants. Lee lui demande plus tard si Jenny peut aller la voir lorsqu'elle a besoin d'une figure maternelle et Renee accepte.
Après le suicide de Beth, une fête, que Renee et Gabrielle avait prévue, tombe à l'eau, du fait que les personnes invités estiment qu'une fête en de telles circonstances serait déplacée. Renee, malgré la volonté de Gabrielle, poursuit son projet et invite des personnes qu'elle ne connaît pas à cette fête. Dans la soirée, Renee révèle à Gabrielle que si elle se moque du suicide de Beth, c'est parce que sa propre mère s'est suicidée, lorsqu'elle était jeune. Elle avouera ne s'en être jamais remise et Gabrielle décidera de rester avec Renee, pour sa fête.
Lors de la soirée du retour de Susan à Wisteria Lane, Renee apprend que Doug, son ex-mari, se remarie avec la femme avec qui il avait couché. Cette nouvelle fait l'effet d'une bombe sur Renee qui, après s'être bien saoulée, se met en couple avec le barman de la soirée. Cette histoire se finira avant la fin de la soirée : Renee quittera le barman, afin de soutenir Lynette durant sa séparation avec Tom.

### Saison 8
Après l'arrivée de Ben Faulkner dans le quartier, Renee se met en tête de le séduire. Elle tente donc de l'inviter à prendre un café, ce qui est une invitation déguisée pour du sexe. Ben lui fermera la porte au nez. Malgré cette rebuffade, Renee est de plus en plus attirée par Ben, et tentera de trouver des points communs entre eux. Elle prétendra se passionner pour les personnes âgées afin d'attirer son attention. Cependant, Ben déjouera son plan en l'invitant à ce que Renee croit être un dîner, mais qui se révèle servir des repas gratuits dans une maison de retraite. Excédée, elle lui expliquera qu'elle déteste faire la charité, car cela lui rappelle la pauvreté qu'elle a connu après la mort sa mère. Ben lui révèlera que lui aussi dépendait des œuvres de charité plus jeune, et qu'il détestait ça : ce sera un point commun entre lui et Renee, et leur relation commencera à s'épanouir.
Cependant, Ben vient à surprendre le secret sur l'assassinat d'Alejandro, et défend Bree lorsque celle-ci se fait menacer par Chuck Vance, chargé de l'affaire. Après le départ de Vance, Renee aperçoit Ben en train de réconforter Bree. Renee commence à soupçonner une liaison entre Ben et Bree (leur rapprochement est en fait dû au secret de l'assassinat d'Alejandro); elle finit par débarquer (en explosant la porte) dans la chambre du motel dans lequel Bree s'est réfugiée pour se suicider. Ne voyant pas Ben, et apercevant le revolver et l'état de détresse de Bree, Renee ramène cette dernière chez elle.
Renee cherche à découvrir quels sont les motifs qui ont poussé Bree à se suicider, mais cette dernière lui répond qu'elles ne sont pas amies, et que cela ne la concerne pas. Renee est profondément blessée, et rétorque que Bree est égoïste, qu'elle n'a pas pensé au mal que son suicide aurait pu causer, et qu'elle ne laisserait pas quelqu'un se donner la mort sous ses yeux, encore une fois. Elle avouera plus tard à Bree que sa mère s'est suicidée lorsqu'elle était enfant, et qu'elle n'a pas pu la sauver. Bree lui répond alors que pour elle, Renee est celle qui l'a sauvée, ce qui fait d'elle sa meilleure amie.
Renee quitte Ben dans l'épisode 12 car celui-ci l'avait demandée en mariage juste pour payer ses dettes. Néanmoins, dans le 8.14, elle paye l'usurier de Ben mais celui-ci commence à la harceler pour obtenir de l'argent. Seulement, Mike intervient lorsque l'usurier s'introduit chez Renee. Mais l'usurier se venge: il tue Mike d'une balle dans la poitrine.
Puis Ben tente de la redemander en mariage, mais à ces fiançailles se mêle l'affaire Alejandro : en effet, Renee découvre que Ben est impliqué dans l'affaire du corps trouvé dans son chantier de construction. Alors qu'ils préparent leur mariage, Ben est arrêté et jeté en prison car il refuse de témoigner contre Bree. C'est alors Renee, témoin de dernière minute, qui affirme avoir vu Bree rentrer, couverte de terre et portant une pelle, le soir de la disparition d'Alejandro. L'affaire se conclut bien car Mme McCluskey s'accuse du meurtre et Bree pardonne à Renee. 
Enfin, arrive le grand jour du mariage. Julie, Susan et Gabrielle portent la traîne de Renee mais Julie perd les eaux dans la limousine qui emmène Renee à son mariage, ruinant ainsi sa robe de mariée. Alors que Renee et Gaby empruntent une robe à Cumberly's, le magasin où travaille Gabrielle, Susan et Julie partent à l’hôpital avec la limousine et Gaby et Renee doivent marcher jusqu'à la fête et arrivent bien en retard. Pendant que Renee et Ben sont sacrés mari et femme, Karen McCluskey meurt chez elle. On suppose que les mariés restent à Wisteria Lane en coulant des jours heureux.